# Патруль часу
«Патруль часу» (англ. Time Patrol) — збірка оповідань та повістей американського фантаста Пола Андерсона, перші з яких («На варті часів», «Бути царем», «Єдина гра в місті», «Delenda est») написані в 1960 р. Згодом автор написав ще кілька оповідань, останнє з яких відноситься до 1990 р.

## Сюжет
Головним героєм оповідань є американець Менсі Еверард, у 1954 році завербований організацією «Патруль часу». Вона виникла в далекому майбутньому, коли люди випадково винайшли спосіб подорожей у часі. Незабаром вони зіткнулися з данелліанами — далекими нащадками людей, які будуть жити через мільйони років після нашого часу і досягнуть небувалого рівня розвитку. Данелліани мають величезні можливості, але залежать від людей, що жили до них, бо будь-яка зміна історії може викликати ланцюг подій, що веде до загибелі данелліанського суспільства або до небезпечних змін у ньому. Невеликі зміни історії припустимі (в цьому відмінність «Патруля часу» від відомого оповідання Рея Бредбері «І грянув грім»). Наприклад, якщо мандрівник у часі знищить вівцю, яка в майбутньому повинна бути з'їдена тигром, тигр з'їсть іншу вівцю і не помре від голоду; таким чином, історія повернеться до того стану, який вона мала до подорожі у часі). Небезпечні тільки серйозні зміни історії. Саме з такими й повинен боротися організований данелліанами 
Патруль часу. Патруль часу має таємні відділення в усіх епохах і намагається запобігати подорожам у минуле, які можуть призвести до небезпечних змін в людській історії, допомагає мандрівникам у часі, що потрапили в біду, вивчає минуле, бореться з авантюристами та бандитами, що переміщаються в часі.

## Цикл
- Патруль часу / The Time Patrol (1955)
- Чи легко бути царем / Brave to Be a King (1959)
- Гібралтарський водоспад / Gibraltar Falls (1975)
- Єдина гра в місті / The Only Game in Town (1960)
- Delenda Est / Delenda Est (1955)
- Слонова кістка, мавпи і павичі / Ivory, and Apes, and Peacocks (1983)
- Печаль Гота Одіна / The Sorrow of Odin The Goth (1983)
- Зірка над морем / Star of the Sea (1991)
- Рік спокути / The Year of the Ransom (1988)
- Щит часу / The Shield of Time (1990)
- Смерть і лицар/Death and the Knight (1995)

## Екранізація
- Патруль часу — схожий за сюжетом однойменний фантастичний фільм 1994 р. з Жан-Клод Ван Даммом у головній ролі.

## Українськомовні переклади
- Пол Андерсон (2020). Патруль часу. Переклад з англ.: Олег Лесько. Київ: Видавництво Жупанського. 624 стор. ISBN 9786177585281[1]